# Achaius productus
Achaius productus là một loài tò vò trong họ Ichneumonidae.